# خرانقه
خرانقه، روستایی از توابع شهرستان قوص در استان قنا و کشور مصر است.

## جمعیت
براساس سرشماری سال ۲۰۰۶ مصر، جمعیت آن ۱۳۹۷۲ نفر( ۶۹۷۹  مرد و ۶۹۹۳ زن ) بوده‌است.